# Свято-Михайлівська церква (Шандра)
Свято-Михайлівська церква — православний (УПЦ МП) храм у селі Шандра Миронівського району Київської області. Пам'ятка архітектури національного значення, охоронний номер 933.

## Історія храму
Церква-попередниця сучасного храму була споруджена 1755 року. Мешканці Шандри і у 1860-х рр. пам'ятали про священика Андрія Кущевича, який хоча і був уніатським митрополитом, та 1768 року, під час Коліївщини, перейшов у православ'я. Доля священика склалася трагічно - за перехід у православ'я Андрія Кущевича після того, як було придушено повстання, за наказом власника села втопили у ставку. 
1785 року до храму було здійснено прибудови з північного та південного боків, опісля чого церква стала хрестовою у плані. Ця перша церква згоріла 1811 року.
За тодішніми правилами, якщо церква згорала, громада мала збудувати цегляний храм. 1831 року було закладено цегляну церкву. Оскільки храм будувався виключно коштами парафіян, будівництво розтягнулося на 3 десятиліття. Завершено та освячено храм було лише 1863 року. Церква належала до 5 класу. Храм збудовано у  стилі класицизм, але зовнішнє оздоблення дуже стримане.
1882 року кількість парафіян становила 979 чоловіків та 990 жінок, також у селі було 2 католики та 14 євреїв. Церква належала до 5 класу, маючи трохи більше 38 десятин землі. Настоятелем тоді К. Мирович, благочинний округу.
З 1910 р. новим настоятелем був 31-річний Лев Іванович Калиновський, для нього це було перше настоятельство.
1913 року кількість парафіян нового храму становила 1307 чоловіків та 1347 жінок. 
Церкву було закрито, вочевидь, у 1930-х рр. Проте храм у радянські часи (вочевидь, у 1980-х рр.), хоча і не був діючим, здобув статус пам'ятки архітектури національного значення. Коли вже тривала перебудова, 18 червня 1987 року виконком Миронівської районної ради ухвалив рішення №118 «Про стан охорони, збереження і використання пам'яток історії та культури, освоєння культових споруд, знятих з реєстрації релігійних об'єднань», в якому записано: «Виконкомам Тулинської, Македінської, Шандрівської сільських рад разом з правлінням колгоспів провести до 1 вересня 1987 року реконструкцію культових споруд з подальшим використанням під складські приміщення».
Проте невдовзі було відновлено церковну громаду і церква з кінця 1980-початку 1990-х рр. знову є діючим храмом.
Клірові відомості, метричні книги, сповідні розписи церкви св. михаїла с. Шандра Богуславського, з 1846 р. Курилівської волості Канівського пов. Київської губ. зберігаються в ЦДІАК України. http://cdiak.archives.gov.ua/baza_geog_pok/church/shan_001.xml [Архівовано 22 липня 2019 у Wayback Machine.]